# چشمه آب گرم فاریاب
چشمه آبگرم انوه یکی از نقاط دیدنی استان هرمزگان در جنوب ایران است.
چشمه آبگرم انوه در روستای فاریاب سنگویه و در مسیر جاده بستک به لار و بعد از دهستان فتویه و روستای فاریاب سنگویه قرار دارد. از روستای فاریاب سنگویه تا مظهر چشمه در حدود ۲ کیلومتر جاده خاکی است آب آن از شکاف سنگهای آهکی خارج می‌شود. آب چشمه در ردیف آبهای گوگردی با کاتیونهای و آنیونها ی مختلف گرم است. چشمه آب معدنی در فاریاب سنگویه و سرچشمه آب آبگرم در شمال روستا قرار دارد، این آبگرم بین اهالی منطقه بستک و لارستان، و بندر لنگه معروف است و هرساله صدها نفر برای درمان بیماری‌های پوستی و روماتیسم به این آبگرم رو می‌آورند. در اوایل تابستان و اواخر زمستان این محل مملو از افرادی است که برای استفاده از آبگرم به این مکان آمده‌اند. تعدادی خانه‌های خیر از سوی نیکوکاران در اینجا ساخته شده‌است برای استفاده مسافران که از راه‌های دور می‌آیند، اما گهگاه شمار افراد آنقدر زیاد می‌شود که ده‌ها چادر می‌کنند، افرادی که برای درمان به آبگرم می‌آیند معمولاً سه روز در این مکان اقامت می‌نمایند.
برای گردآوری این آب دو استخر در زمانی بسیار قدیم ساخته‌اند. چشمه آبگرم در دل کوه می‌جوشد که آب آن را به دو شاخه کرده‌اند، یک شاخه به استخر ویژه بانوان می‌ریزد، و شاخه دیگر به استخر مردان می‌ریزد. آب آن بسیار صاف و گواراست؛ و بیماران پوستی و روماتیسم را به قدرت خدای تعالی شفا می‌دهد.